# Demi Lovato

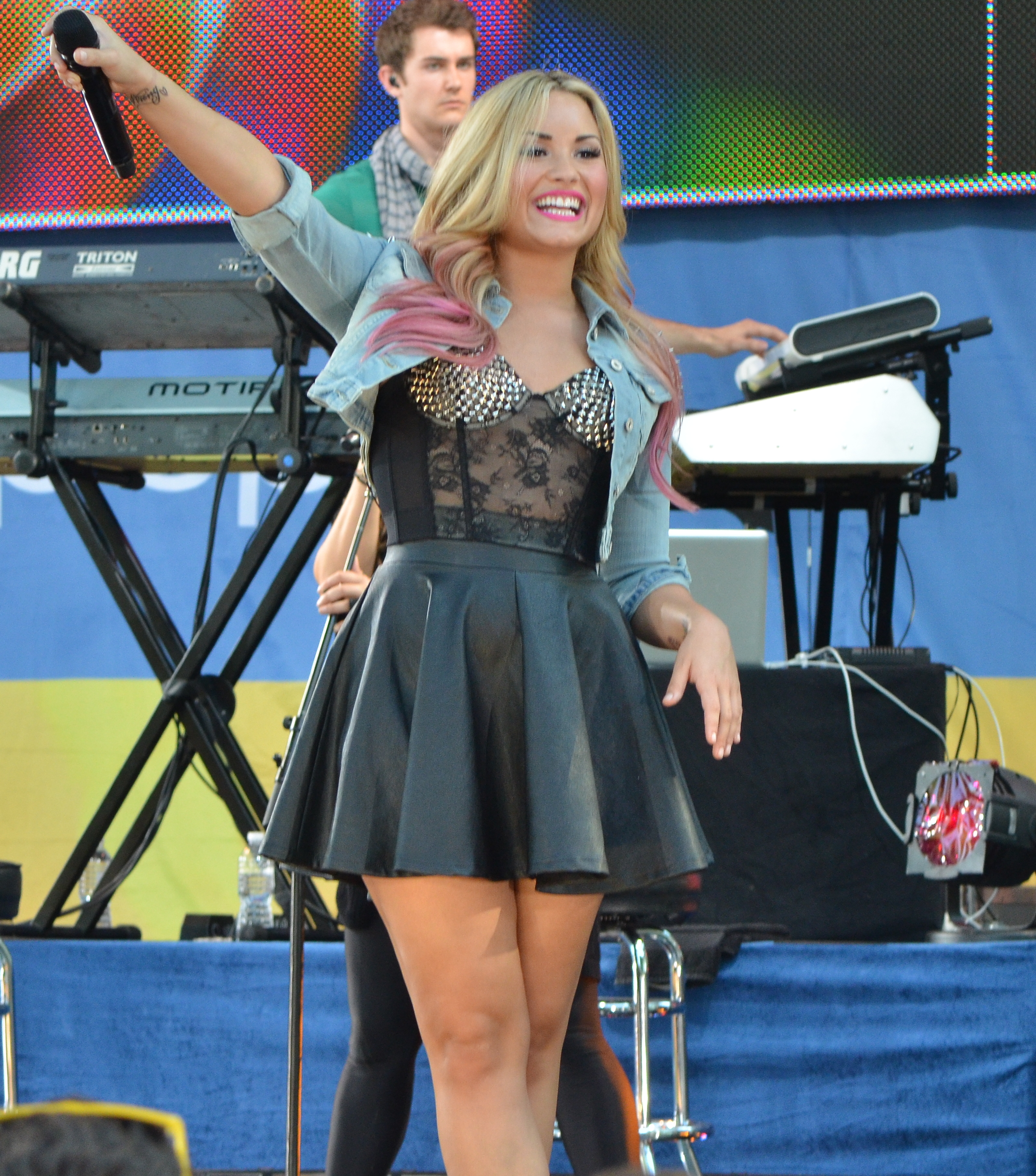
Demi Lovato år 2012.

Demetria Devonne "Demi" Lovato, född 20 augusti 1992 i Albuquerque i New Mexico, är en amerikansk sångare, låtskrivare och skådespelare. Hon beskrev sig sedan maj 2021 som ickebinär, men har sedan juni 2023 återgått till pronomen "hon/henne".
Lovato har medverkat i TV-serier som Barney & Friends (med bland annat Selena Gomez) och amerikanska versionen av As the Bell Rings. Lovato medverkar också i Disneys storfilmer Camp Rock och Camp Rock 2: The Final Jam, som bland andra Jonas Brothers medverkar i. Demi Lovato spelade även huvudrollen som Sonny i TV-serien Sonnys chans innan hon hoppade av serien 2011, och har också gästspelat i TV-serierna "Grey's Anatomy" och "Glee". Mellan 2012 och 2013 var hon en av jurymedlemmarna i The X Factor USA.

## Bakgrund
Lovato föddes i Albuquerque i New Mexico men växte upp i Dallas i Texas med sina två systrar, Dallas Lovato och sin halvsyster Madison De La Garza samt sin mor, Dianna Hart. Familjen har mexikanskt, irländskt och italienskt påbrå. Även Dallas, som är fem år äldre än Demi, håller på med film och musik. Madison är nio år yngre än Demi. När Lovato var yngre vann hon många talangtävlingar i Texas. Hon växte upp med att uppträda i stora arenor som till exempel Eismann Center och Dallas Cowboys Thanksgiving Day Halftime Show. Lovatos mamma var som ung cheerleader och countrysångare. Lovatos pappa Patrick flyttade till New Mexico efter att de skilt sig 1994. Han hade problem med hälsan och träffade inte henne så ofta, de såg varandra för första gången på fyra år efter att Lovato överraskade honom med ett besök år 2008. Som yngre var Lovato med i Barney & Friends där hon lärde känna Selena Gomez. Lovato säger själv att hon inte alls var populär när hon var yngre, utan att barnen brukade reta henne i skolan. Lovato blev i själva verket så pass mobbad att hon slutade skolan och skaffade en privatlärare.

## Karriär
Lovato fick sin första roll som Angela i Barney & Friends i sexårsåldern (i samma show som Selena Gomez). Hon har även gästspelat i ett avsnitt av Prison Break samt ett avsnitt av Just Jordan. I januari 2007 fick hon rollen som Charlotte Adams i När Klockan Ringer USA, som hade premiär den 26 augusti samma år. Lovato har även medverkat i sin egen serie Sonnys chans. Lovato har huvudrollen i Disneys storfilmer Camp Rock och Camp Rock 2: The Final Jam där hon spelar Mitchie Torres. Hon är också med i filmen Princess Protection Program med Selena Gomez.
Lovato spelar gitarr och piano sedan hon var 11 år. Hon var förband till Jonas Brothers under deras turné Burnin' Up Tour år 2008, som även blev film där Lovato medverkar, Jonas Brothers: The 3D Concert Experience. Jonas Brothers har skrivit låtar tillsammans med Lovato för hennes debutalbum Don't Forget. Inför det andra albumet sa Lovato att hon ville jobba med albumet själv. 2009 släpptes det under titeln Here We Go Again.
Den 13 maj 2010 gästspelade Lovato i TV-serien Grey's Anatomy i avsnittet "Shiny Happy People". Där spelade hon patienten Hayley som tros ha schizofreni. Sommaren 2010 turnerade hon som gästartist med Jonas Brothers innan hon var tvungen att hoppa av på grund av personliga problem.
2011 meddelade Lovato att hon hoppat av sin egen TV-serie Sonnys chans. Istället lade hon fokus på musiken och släppte sitt tredje studioalbum Unbroken den 20 september 2011. Från albumet släpptes två singlar, "Skyscraper" och "Give Your Heart a Break".
2013 släppte Lovato sitt fjärde album "DEMI". Av det släpptes de fyra singlarna "Heart Attack", "Made In The USA", "Neon Lights" och "Really Don't Care".
2012–2013 medverkade Lovato som jury i talangprogrammet The X Factor USA med Simon Cowell, Britney Spears, L.A. Reid, Kelly Rowland och Paulina Rubio.
2013–2014 var hon med i TV-serien Glee där hon spelade Naya Riveras flickvän.
Lovato släppte en ny singel, "Cool For The Summer", 1 juli 2015. Den 16 oktober 2015 släppte hon sitt femte studioalbum, "Confident".
År 2017 släppte hon albumet "Tell me you love me".
Den 2 april 2021 släppte Lovato sitt sjunde studioalbum med titeln Dancing with the Devil... the Art of Starting Over.

## Privatliv
Lovato hade lidit av depression, ätstörning, självskada och mobbning innan hon lades in på rehab vid 18 års ålder. Den 28 januari 2011 slutförde Lovato behandling inom öppenvård hos Timberline Knolls och återvände hem. Hon erkände att hon hade haft bulimi, hade skadat sig själv och hade "självmedicinerat" sig med droger och alkohol.
I juli 2020 meddelade Lovato sin förlovning med skådespelaren Max Ehrich.
I maj 2021 meddelade Lovato att hon identifierar sig som icke-binär och bytte pronomen. I juni 2023 återgick Lovato från pronomen "hen/hens" till "hon/hennes".

## Filmografi

### Filmer
| År   | Titel                                           | Roll              | Övrigt  |
| ---- | ----------------------------------------------- | ----------------- | ------- |
| 2008 | Camp Rock                                       | Mitchie Torres    |         |
| 2009 | Jonas Brothers: The 3D Concert Experience       | Sig själv         | 3D-film |
| 2009 | Projekt Prinsessa                               | Rosalinda / Rosie |         |
| 2010 | Camp Rock 2: The Final Jam                      | Mitchie Torres    |         |
| 2017 | Smurfarna: Den försvunna byn                    | Smurfette         | Röst    |
| 2020 | Eurovision Song Contest: The Story of Fire Saga | Katiana           |         |

### TV
| År        | Titel             | Roll            | Övrigt            |
| --------- | ----------------- | --------------- | ----------------- |
| 2002–2003 | Barney & Friends  | Angela          | Återkommande roll |
| 2007      | As The Bell Rings | Charlotte Adams |                   |
| 2009–2010 | Sonnys chans      | Sonny Monroe    | Huvudroll         |

### Gästframträdanden
| År        | Titel                            | Roll            | Övrigt                                    |
| --------- | -------------------------------- | --------------- | ----------------------------------------- |
| 2006      | Prison Break                     | Danielle Curtin | "First Down" (Säsong 2, avsnitt 4)        |
| 2007      | Just Jordan                      | Nicole          | "Slippery When Wet" (Säsong 2, avsnitt 6) |
| 2008      | Jonas Brothers: Living the Dream | Sig själv       | "Hello Hollywood" (Säsong 1, avsnitt 7)   |
| 2008      | Disney Channel Games 2008        | Sig själv       |                                           |
| 2008      | Studio DC: Almost Live           | Sig själv       |                                           |
| 2008      | Disney Channel Games 2008        | Sig själv       |                                           |
| 2010      | Grey's Anatomy                   | Hayley          | 1 avsnitt, "Shiny Happy People"           |
| 2013–2014 | Glee                             | Danielle "Dani" | Säsong 5                                  |
| 2015      | From Dusk till Dawn: The Series  | Maia            | Säsong 2 (avsnitt 9 och 10)               |

## Diskografi
Studioalbum
- Don't Forget (2008)
- Here We Go Again (2009)
- Unbroken (2011)
- Demi (2013)
- Confident (2015)
- Tell Me You Love Me (2017)[10]
- Dancing with the Devil... the Art of Starting Over (2021)
- Holy Fvck (2022)